# Maria Spiraki
Maria Spiraki, gr. Μαρία Σπυράκη (ur. 11 września 1965 w Larisie) – grecka dziennikarka telewizyjna, publicystka i polityk, posłanka do Parlamentu Europejskiego VIII i IX kadencji.

## Życiorys
Studiowała chemię na Uniwersytecie Arystotelesa w Salonikach, a następnie dziennikarstwo w niezależnej londyńskiej szkole dziennikarstwa LSJ. Od 1992 pracowała jako dziennikarka telewizyjna i reporter polityczny, m.in. w stacjach Star, Alter i MEGA, zajmowała się także publicystyką w greckiej prasie. W latach 2003–2004 była zatrudniona w Parlamencie Europejskim, a następnie do 2009 w administracji greckiego komisarza Stawrosa Dimasa. W 2014 odeszła z greckich mediów, przyjmując propozycję premiera Andonisa Samarasa wystartowania z ramienia Nowej Demokracji w wyborach europejskich. W wyniku głosowania z 25 maja 2014 uzyskała mandat eurodeputowanej VIII kadencji. W 2019 z powodzeniem ubiegała się o reelekcję.